# Kölnerdomen
Kölnerdomen (tyska: Kölner Dom, Hohe Domkirche St. Peter und Maria), är en romersk-katolsk kyrkobyggnad i Köln i Tyskland, byggd mellan 1248 och 1880, vilket innebär en period från första spadtag till färdigkonstruktion på 632 år. Fast runt cirka 300 år var faktiska byggnadsår.
De två tornen är båda 157 meter höga, vilket gjorde Kölnerdomen till världens högsta byggnad under fyra år till dess Washingtonmonumentet blev klart. Katedralen har än idag världens största kyrkliga västfasad (huvudfasaden med tornen). I det södra tornet hänger 8 kyrkklockor, varav den största, Petersglocke, är med sin vikt på 24 000 kg en av världens största kyrkklockor. En spiraltrappa i södra tornet, på 533 trappsteg, leder till utsiktsplattformen cirka 98 meter ovan mark. Kölnerdomen är Tysklands och Europas näst högsta kyrka efter Ulmer Münster.
Kölnerdomen är känd för relikerna av de tre vise männen som förvaras i relikvariet Dreikönigenschrein. Den är sedan 1996 ett världsarv, enligt UNESCO. Den är Tysklands mest besökta landmärke med ungefär 6 miljoner besökare årligen.
Kölnerdomen är domkyrka i Kölns ärkestift, där biskopsstolen för ärkebiskopen av Köln finns som sedan 2014 är kardinal Rainer Maria Woelki. 

## Historia

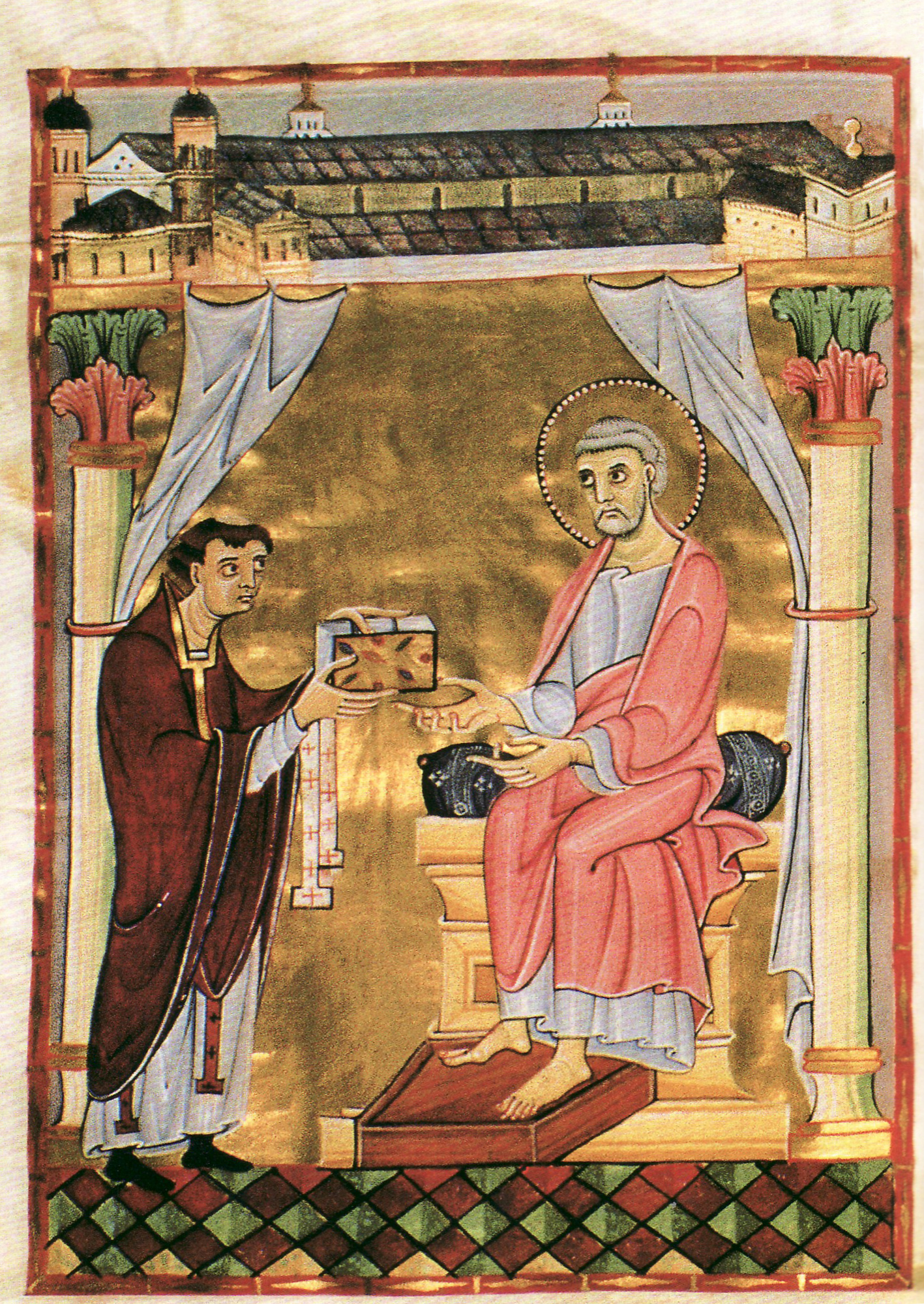
Bild av gamla domen i Hillinius Codex (1010-1020)

### Domkyrkans tidiga historia
Det har funnits kristna byggnader på platsen sedan 300-talet, eventuellt byggda på platsen för ett romerskt tempel. Från 500-talet fanns ett baptisterium vid nuvarande katedralens östra del. Denna revs på 800-talet för att ge plats åt "Gamla Katedralen" som stod färdig år 818 och som brann ner den 30 april 1248.
År 1164 fick Kölns ärkebiskop Rainald relikerna av de tre vise männen av den tysk-romerska kejsaren Fredrik Barbarossa som i sin tur tagit dem från Milano i Italien. Relikerna hade ett stort symbolvärde som de visste skulle locka besökare från hela den kristna världen. Kölnerdomen byggdes bland annat för att hysa dessa och relikerna finns fortfarande kvar i en förgylld sarkofag, Dreikönigenschrein.

### Medeltid
Grundstenen för vad som numera är Tysklands största kyrka lades den 15 augusti 1248 av ärkebiskop Konrad von Hochstaden. Jämnare framskred emellertid bygget först mot slutet av 1200-talet under mästaren Arnold (1295–1301) och dennes son Johannes (död 1331). Under den sistnämndes tid invigdes koret (1322), varpå man grep sig an med tvärskepp och långhus. Även på domkyrkans södra torn byggde man redan på 1300-talet, och 1437 hade det framskridit till tredje våningen. Det gick emellertid allt långsammare framåt med jättebygget. Den medeltida fromheten var på retur och redan inbröt en ny tid som var mindre villig att genomföra ett dylikt projekt. Dessutom vållade de nästan oavbrutna tvisterna mellan ärkebiskopen och den rika stadens borgerskap avbräck i bygget.
På 1500-talet avstannade byggandet helt och 1560 var långhuset endast halvfärdigt och försett med ett provisoriskt tak.
1800-talets romantiska entusiasm för medeltiden, och målmedvetenheten hos det preussiska hovet gjorde dock att arbetet återupptogs 1842 under ledning av arkitekten Ernst Friedrich Zwirner och efter dennes död 1861 av Karl Eduard Richard Voigtel. Det var först nu som tvillingtornen byggdes färdigt.
Katedralen färdigställdes till största del efter de ursprungliga medeltida ritningarna, vilka återfunnits av Georg Moller och Sulpiz Boisserée, men den fick dock en modernare takkonstruktion av stål. De medeltida ritningarna avsåg att bygga en stor basilika med tvillingtorn och med en pilhöjd på omkring 44 meter inne i kyrkans mittskepp. Den 15 oktober 1880 invigdes den färdiga byggnaden i närvaro av tyske kejsaren Wilhelm I, och firandet varade i dagarna tre.

### 1900-tal

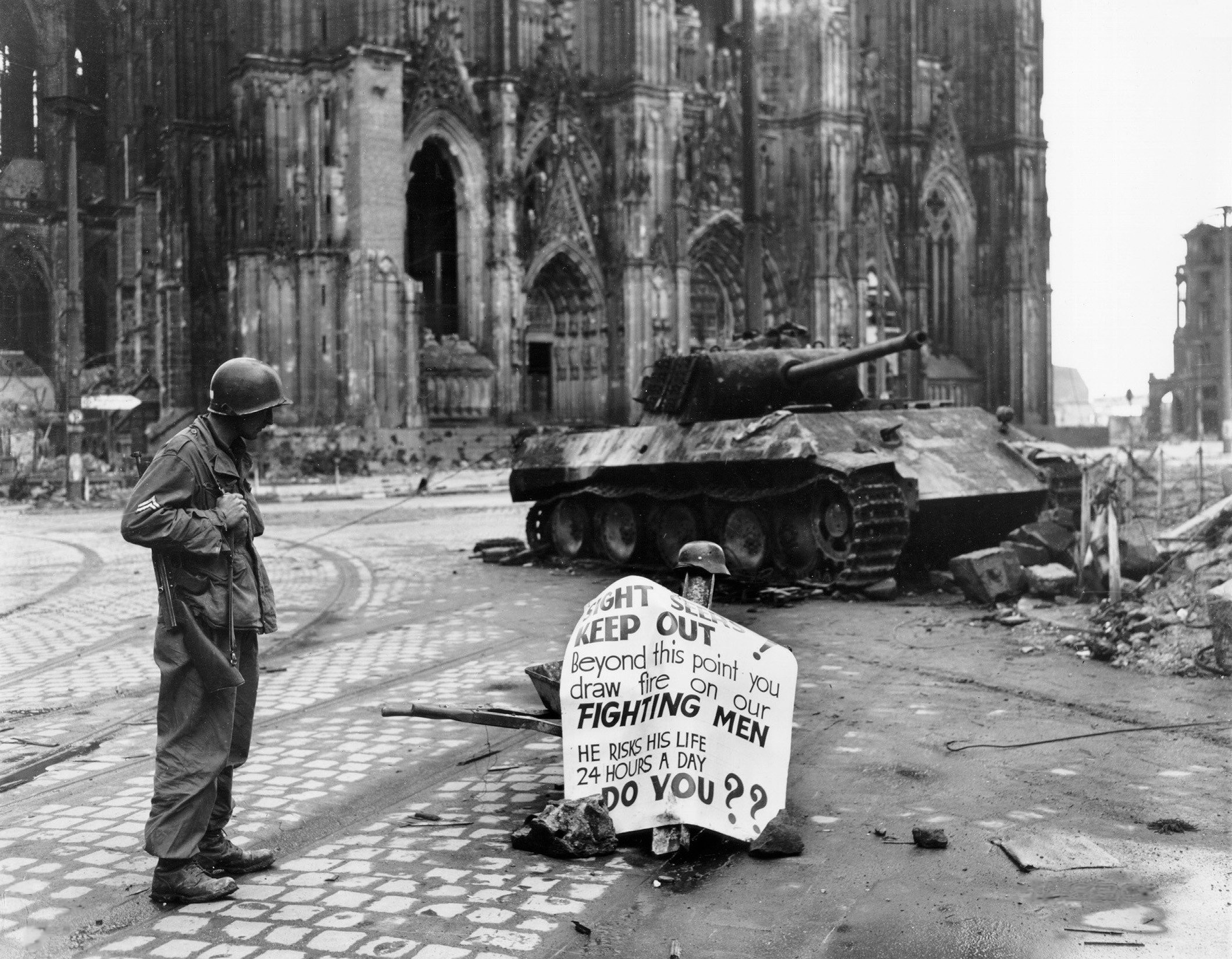
En amerikansk soldat och en utbränd Pantherstridsvagn framför katedralen den 4 april 1945.

Under andra världskriget träffades katedralen av 14 bomber, dock utan allvarliga ras som följd, medan bebyggelsen runtomkring totalförstördes av de 262 bombanfall staden utsattes för. Detta berodde på att domen var ett perfekt landmärke för de allierades bombplan när de skulle ta ut bäring för andra bombmål i Tyskland. Rekonstruktionen av domen blev klar 1956. Men byggnadsställningar finns nästan alltid på någon del av byggnaden än idag, då renoveringsarbeten och reparationer ständigt pågår på grund av vind, regn och föroreningar som långsamt nöter på stenarna.
Under andra världskriget fanns en militärbunker under kyrkan med stora förläggningsutrymmen. Efter kriget blev dessa vandrarhem.

### 2000-tal
Den 18 augusti 2005 besökte påve Benedictus XVI domkyrkan, under sin visitation i Tyskland, som en del av världsungdomsdagen 2005.  Den 25 augusti 2007 fick domkyrkan nya färgade glas i den södra delen av tvärskeppet.

## Kyrkklockor
Kyrkan har 12 kyrkklockor. Den första var Dreikönigenglocke (trekungaklockan) som göts 1422 och installerades 1437, som senare omgjutits. Näst största klockan Pretiosa (om)gjuten 1448 med vikten 10,5 ton och den tredje största klockan Speciosa (om)gjuten 1449 med vikten 5,6 ton finns också bevarade och används fortfarande i klockkammaren i domens sydtorn. Den största är emellertid Petersglocke, som göts 1922. Med en vikt på 24 ton är den också den största svängande kyrkklockan i världen och dessutom den största på rak axel. Dess föregångare Kaiserglocke som gjutits 1875 smältes ner 1918. Det finns dock större klockor som inte är kyrkklockor i bland annat USA och Asien och dessutom (inte svängande) kyrkklockor i Ryssland som är större.
| Nummer | Namn             | Ton | Vikt (kg) | Gjuten (år) | Placering                          |
| ------ | ---------------- | --- | --------- | ----------- | ---------------------------------- |
| 1      | S:t Petersglocke | c0  | 24 000    | 1922        | Södra tornet                       |
| 2      | Pretiosa         | g0  | 10 500    | 1448        | Södra tornet                       |
| 3      | Speciosa         | a0  | 5 600     | 1449        | Södra tornet                       |
| 4      | Dreikönigsglocke | b0  | 3 800     | 1880        | Södra tornet                       |
| 5      | Ursulaglocke     | c1  | 2 500     | 1862        | Södra tornet                       |
| 6      | Josephglocke     | d1  | 2 200     | 1998        | Södra tornet                       |
| 7      | Kapitelsglocke   | e1  | 1 400     | 1911        | Södra tornet                       |
| 8      | Aveglocke        | g1  | 830       | 1911        | Södra tornet                       |
| 9      | Angelusglocke    | g1  | 762       | 1300-tal    | Takryttaren på långhusets korsmitt |
| 10     | Mettglocke       | b1  | 280       | 1719        | Takryttaren                        |
| 11     | Wandlungsglocke  | e2  | 428       | 1300-tal    | Takryttaren                        |

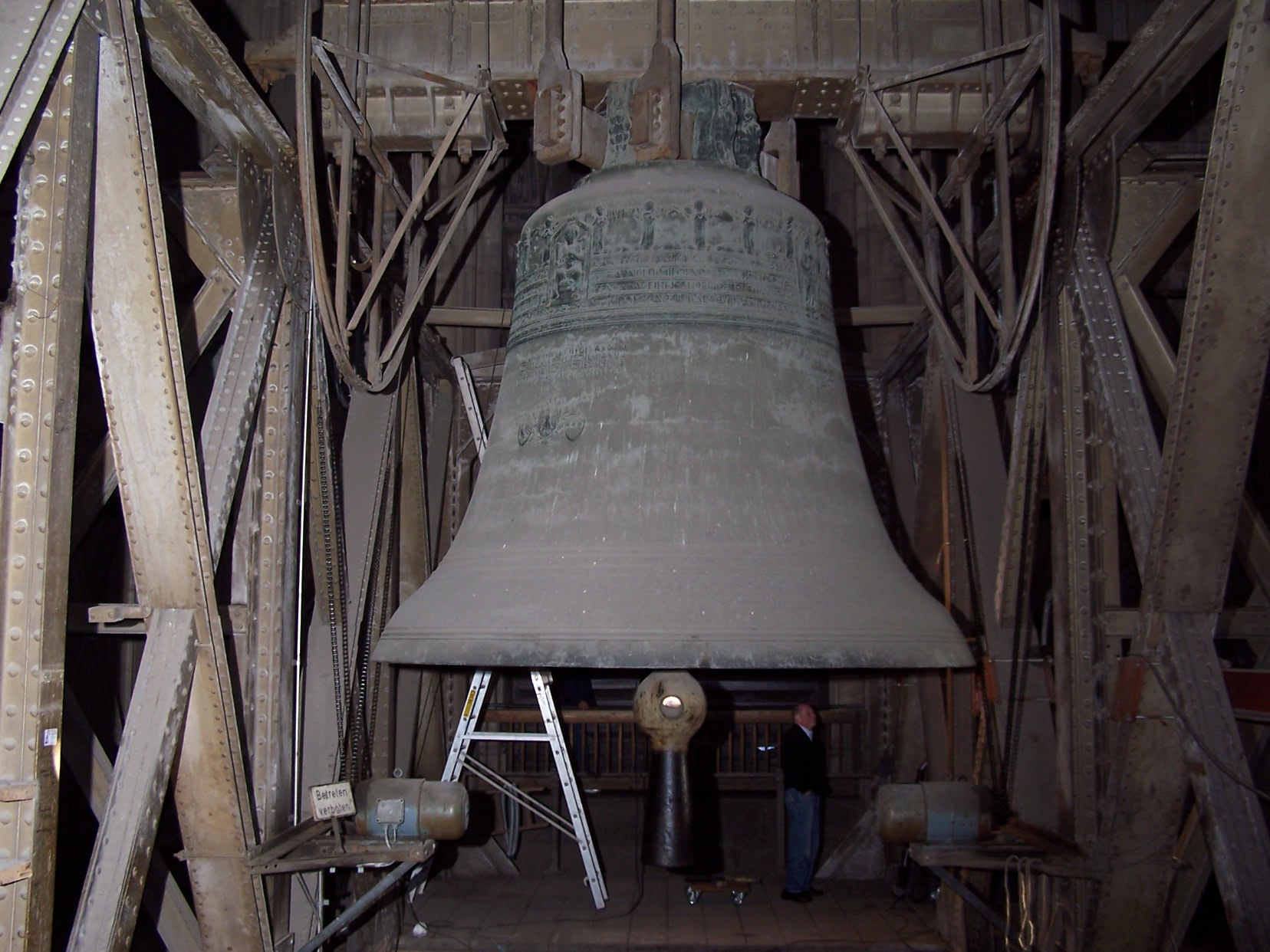
St. Petersklockan med en person som jämförelse.
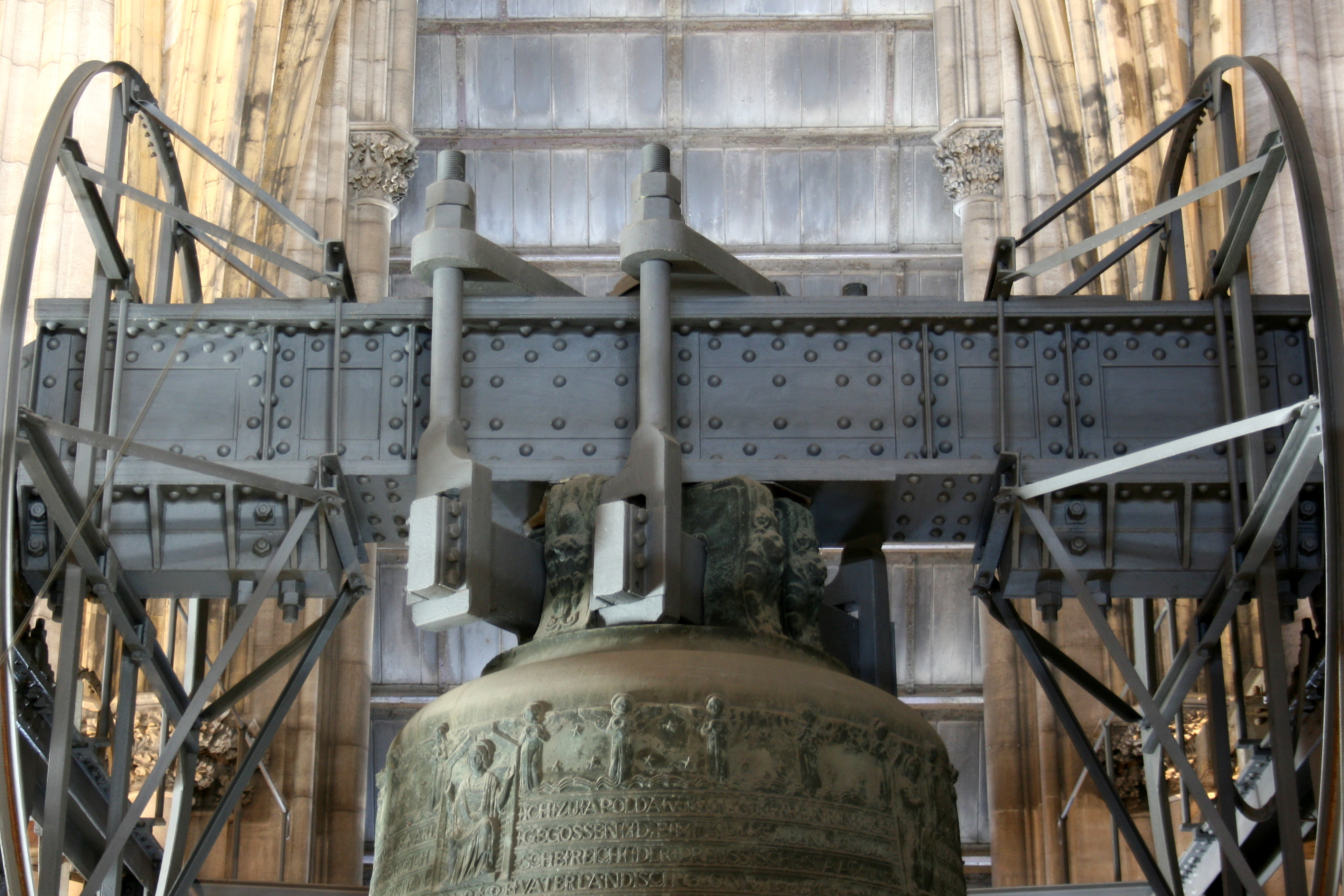

## Inventarier
Högaltaret i domkyrkan installerades år 1322 och är bland annat gjord av svart marmor. I domkyrkan finns "Dreikönigenschrein", ett förgyllt relikvarium med kvarlevor från de tre vise männen. Ett mycket gammalt krucifix finns bevarat i domkyrkan från 900-talet. 

## Världsarv
Katedralen är listad på Unescos världsarvslista. I juli 2004 hamnade katedralen på listan över hotade världsarv. Anledningen var att en ny stadsdel med höghusbebyggelse planerats på andra sidan av Rhenfloden omkring mässområdet Koelnmesse, vilket från Unescos sida bedömdes hota Kölnerdomens solitära karaktär. Staden Köln ändrade dock riktlinjerna för byggnadshöjderna i det planerade området. I juli 2006 ströks katedralen åter från listan över hotade världsarv.

## Mått

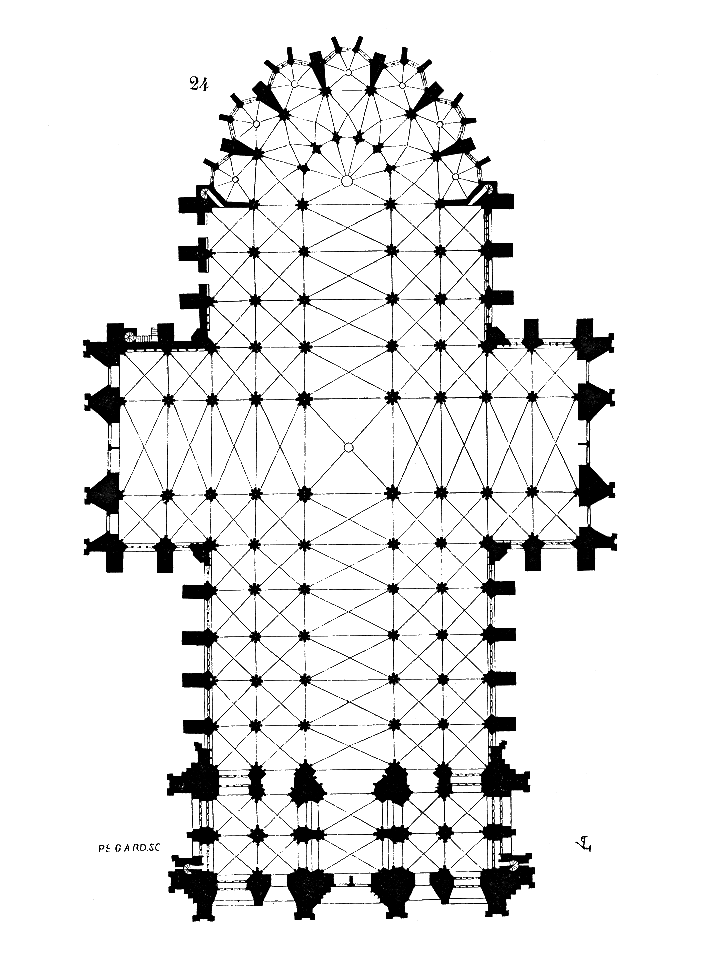
Grundplanen.

| Total längd                | 144,58 m    |
| Total bredd                | 86,25 m     |
| Västfasadens bredd         | 61,54 m     |
| Tvärskeppsfasadernas bredd | 39,95 m     |
| Mittskeppets bredd         | 45,19 m     |
| Södra tornets höjd         | 157,31 m    |
| Norra tornets höjd         | 157,38 m    |
| Taktornets höjd            | 109,00 m    |
| Tvärskeppsfasadernas höjd  | 69,95 m     |
| Långhusets exteriöra höjd  | 61,10 m     |
| Mittskeppets höjd          | 43,35 m     |
| Byggnadsarea               | 7 914 m²    |
| Fönsterarea                | 10 000 m²   |
| Takarea                    | 12 000 m²   |
| Invändig volym             | 407 000 m³  |
| Vikt                       | 160 000 ton |

## Bildgalleri

### Exteriör

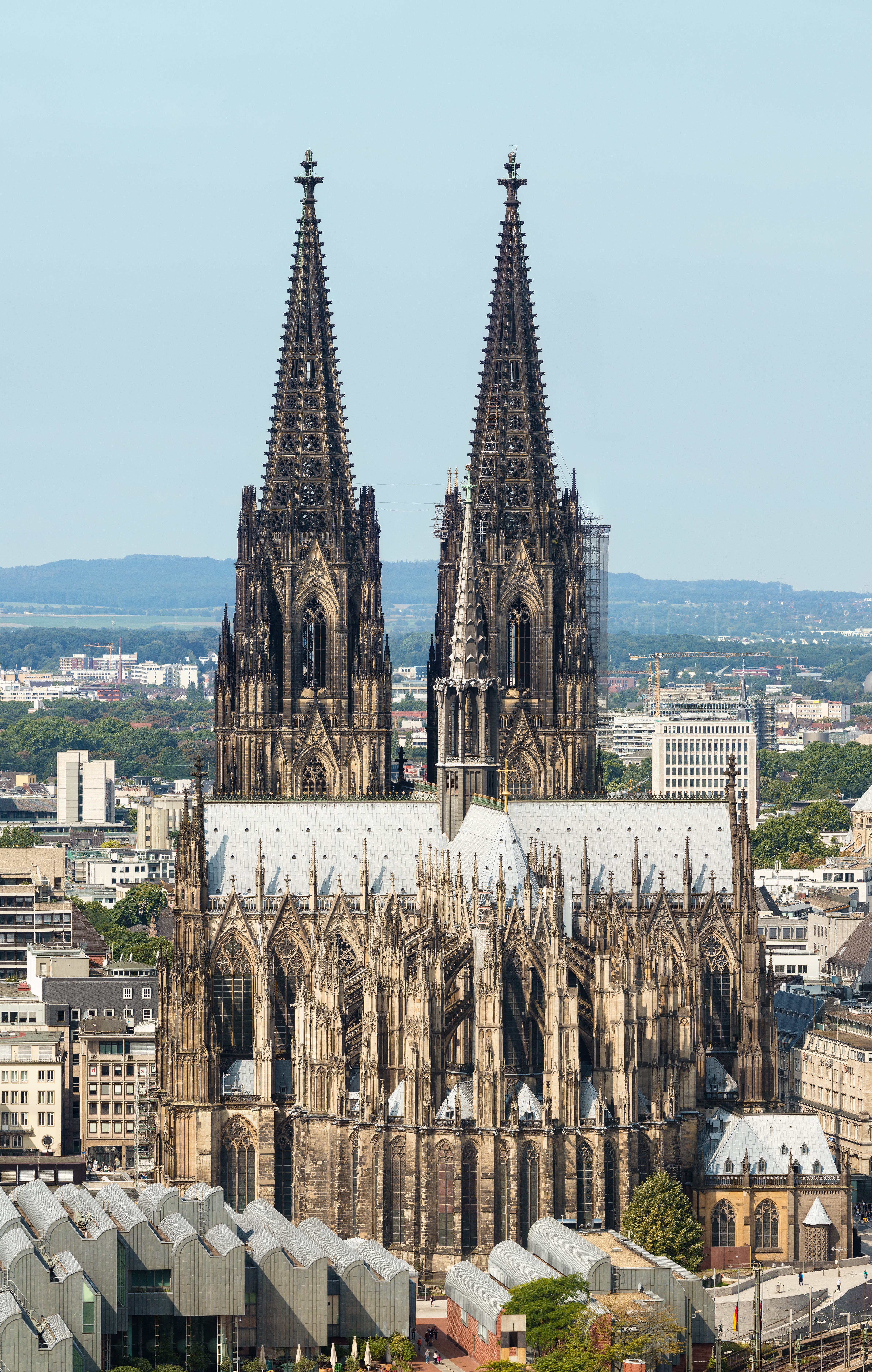
Kölnerdomen sedd från öst.
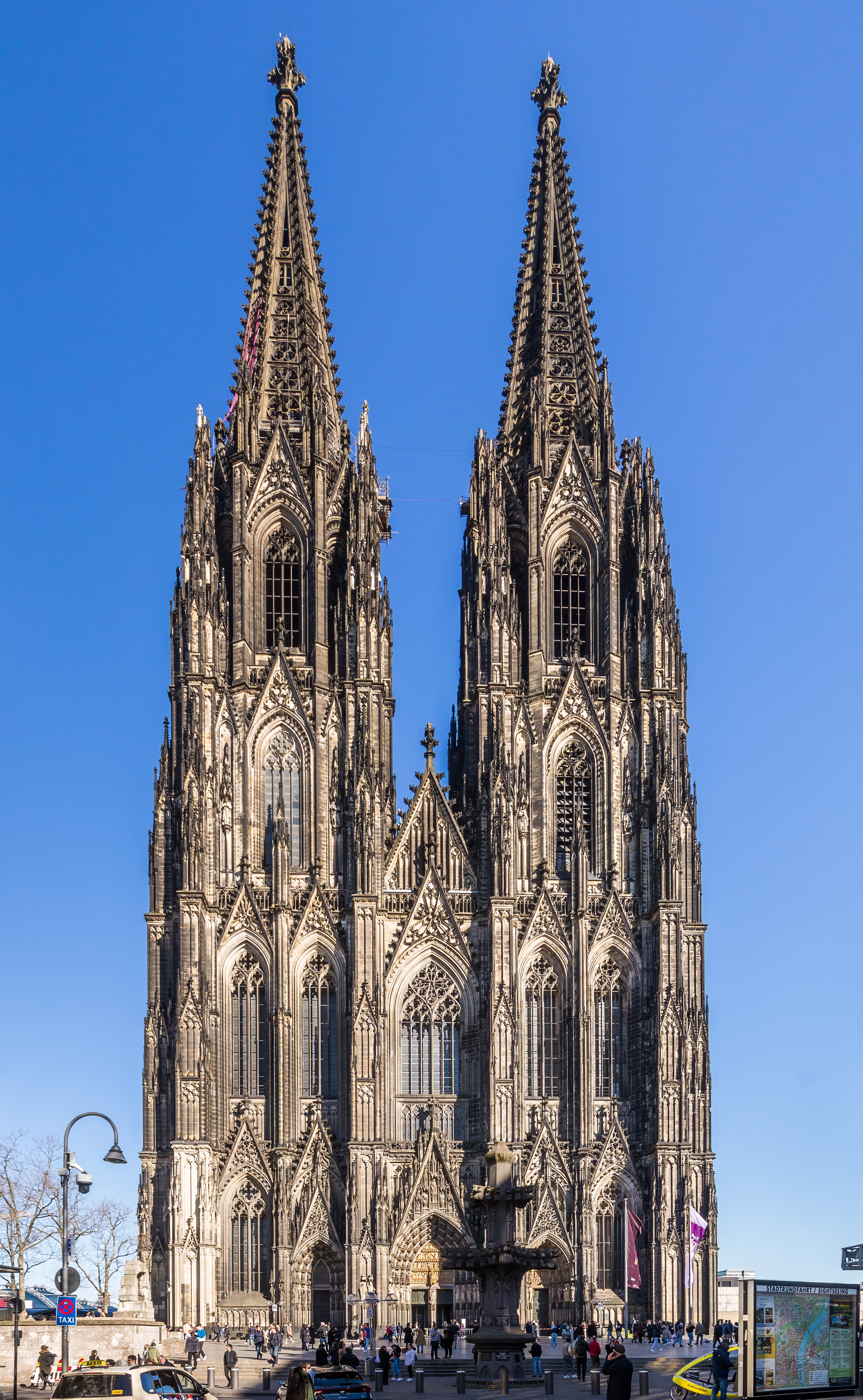
Västfasaden.
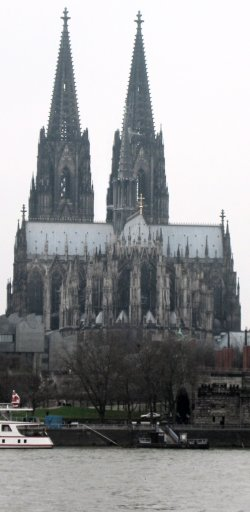
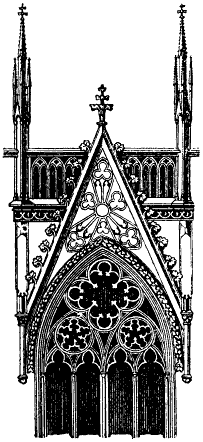
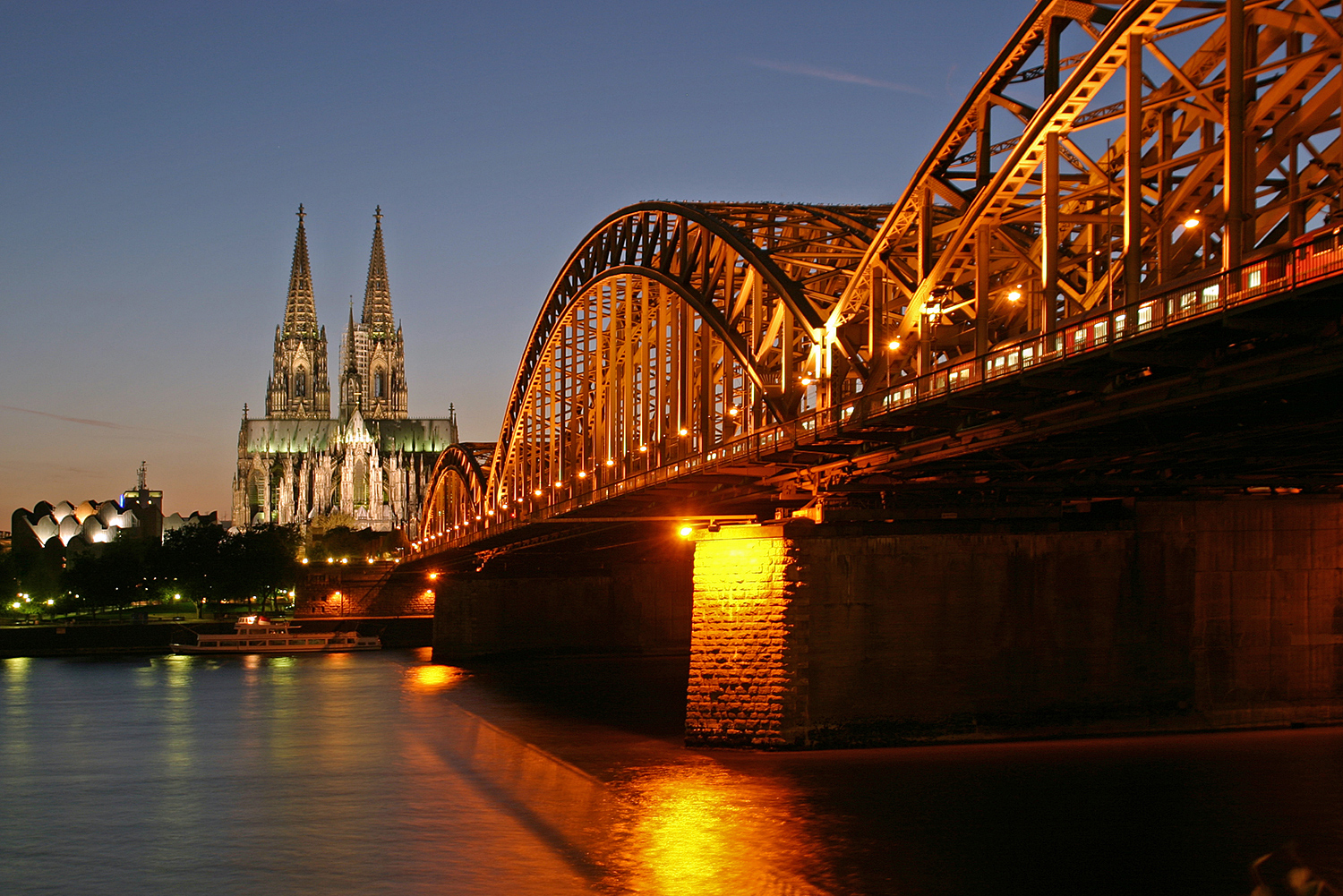
Kölnerdomen sedd från Hohenzollernbron.
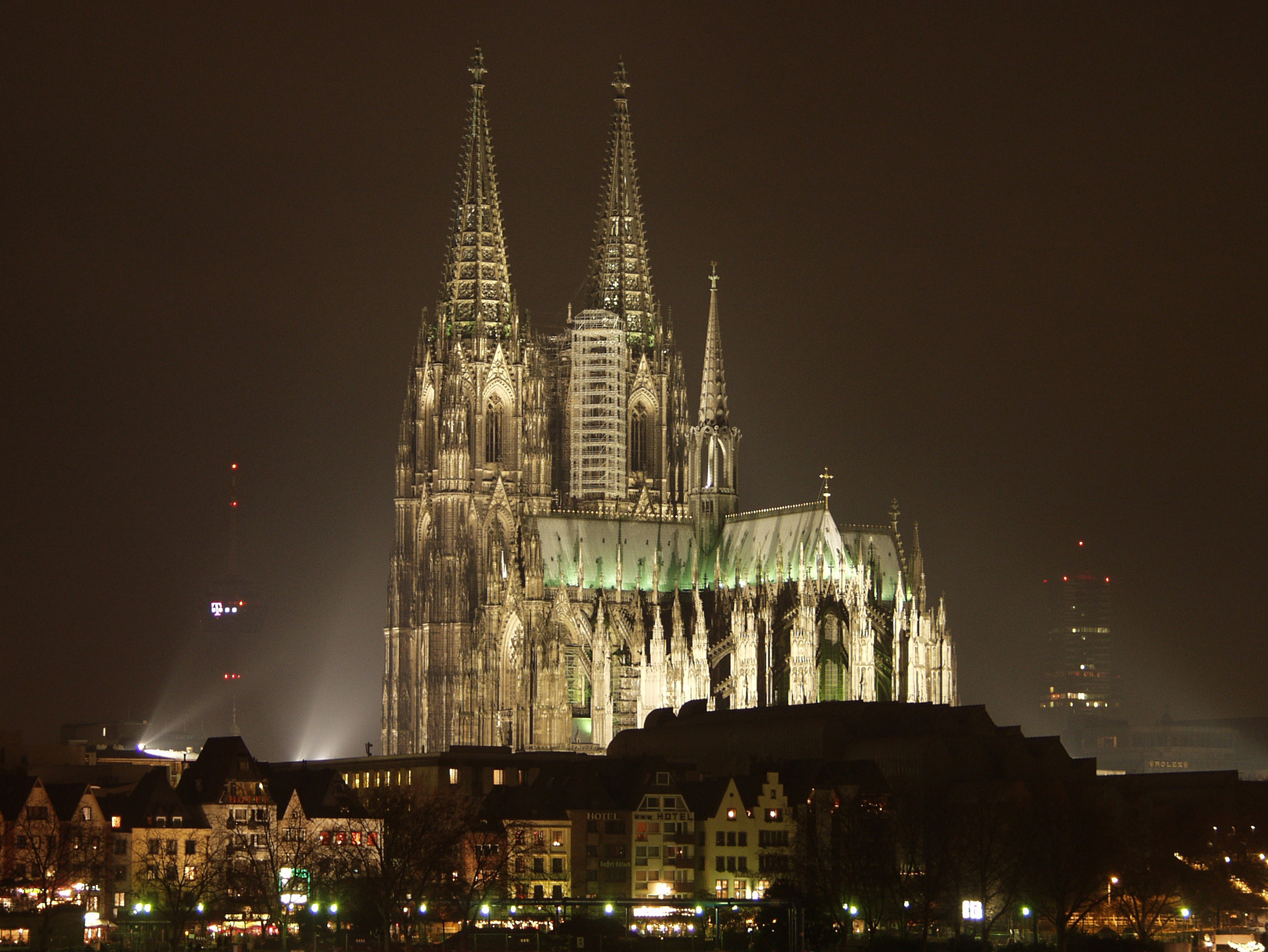
Kölnerdomen på natten.
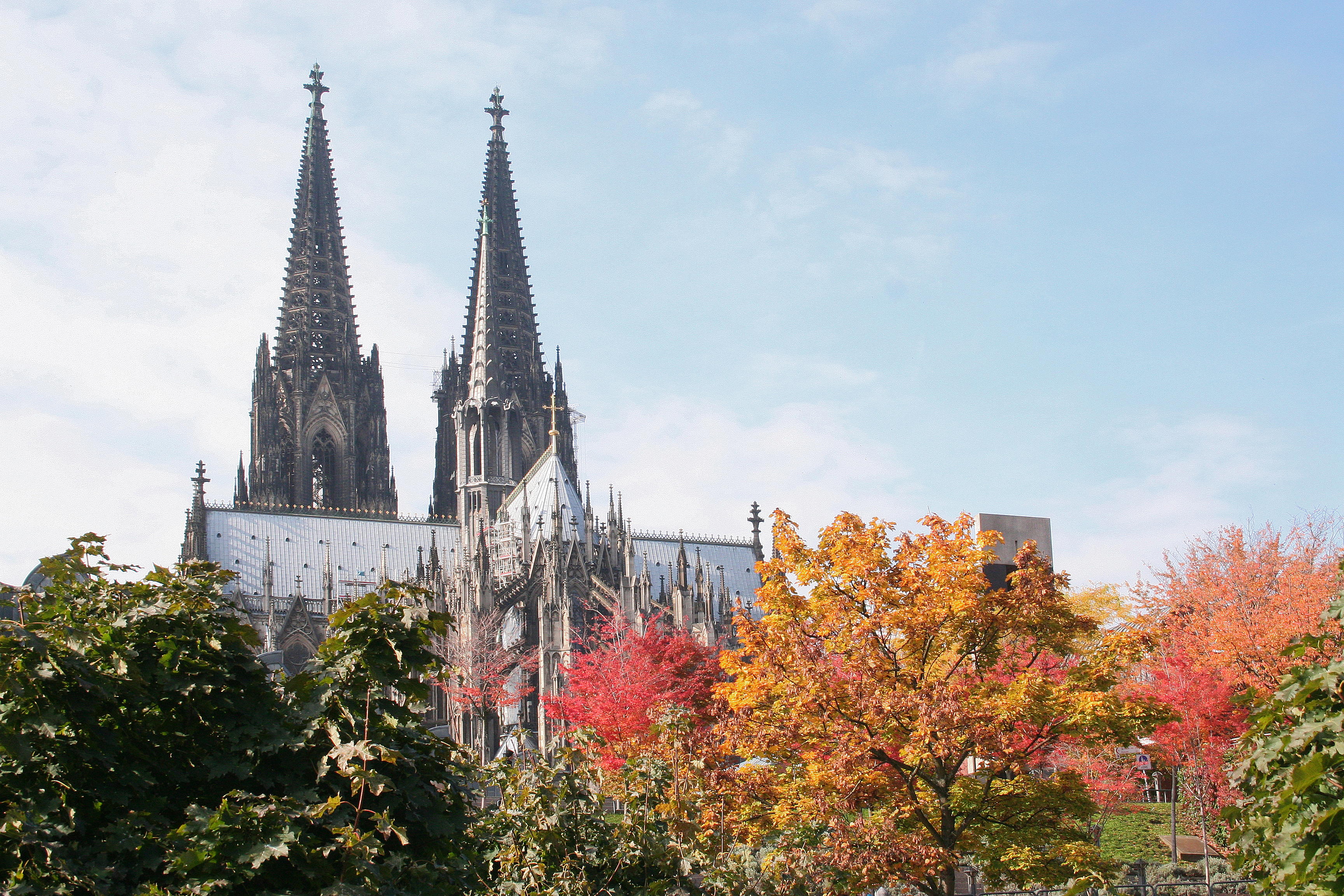
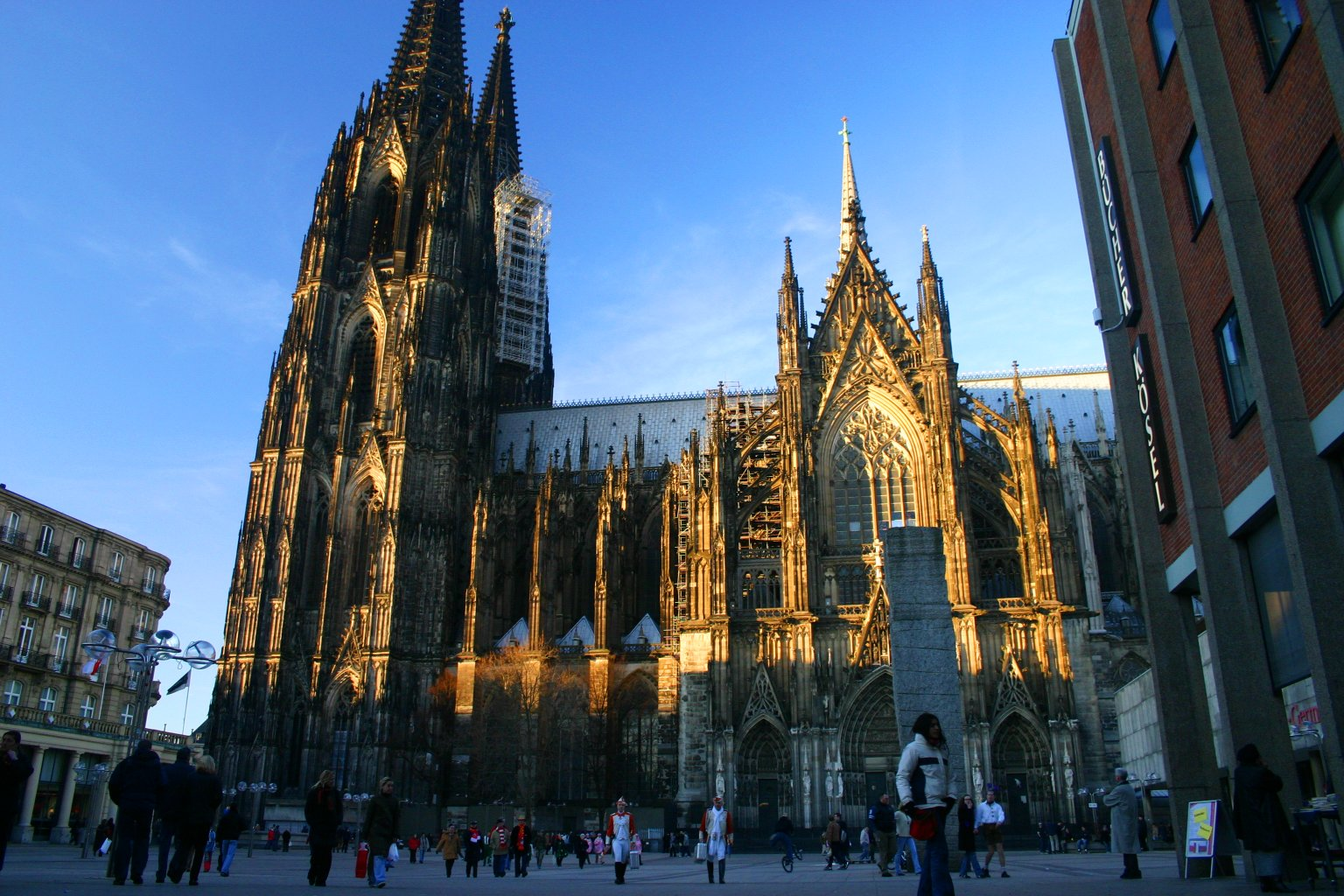

### Interiör

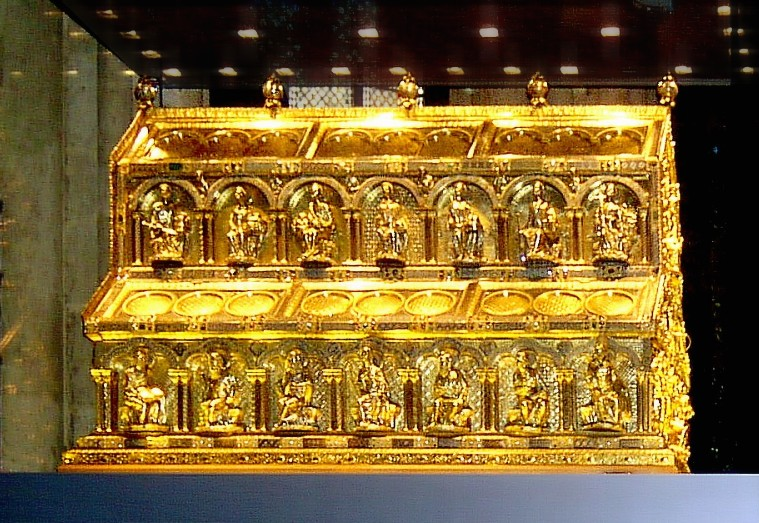
Dreikönigenschrein.
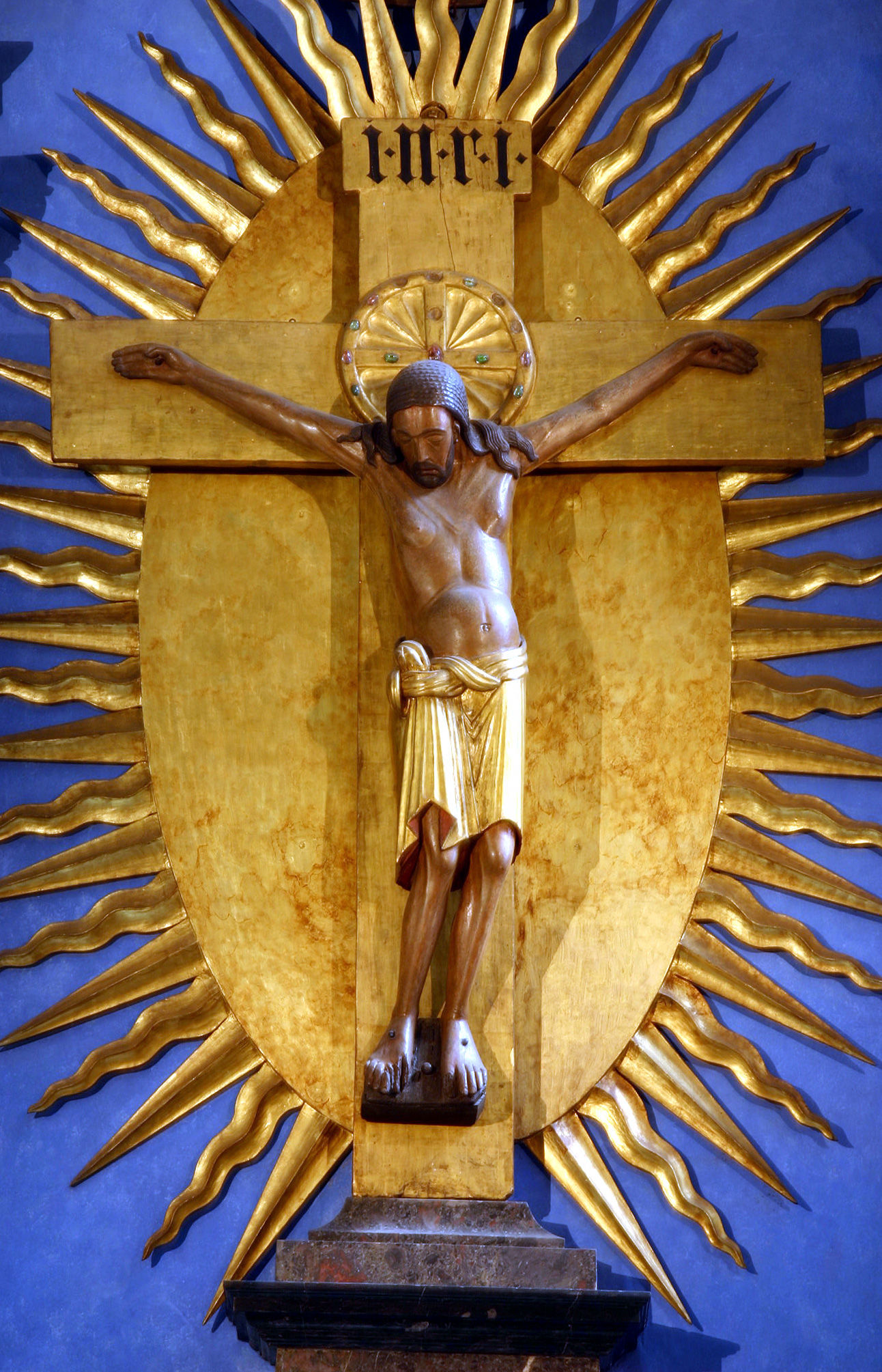
Det gamla krucifixet från 900-talet.
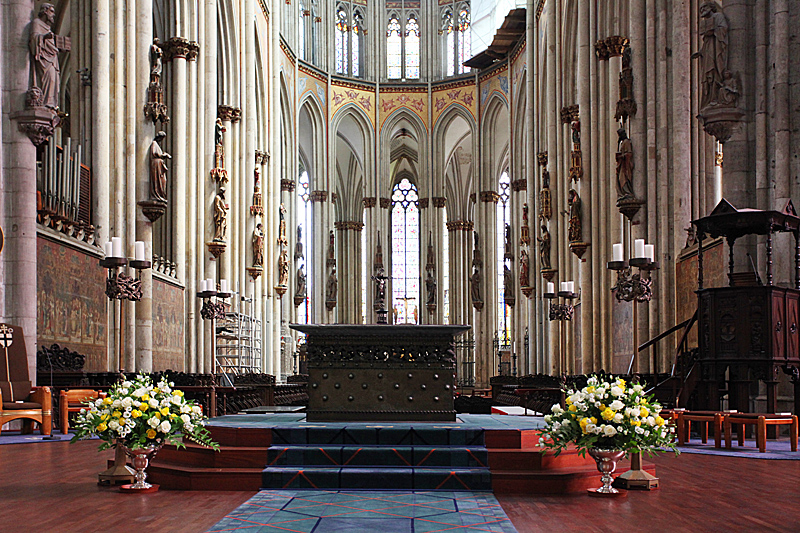
Högaltaret.
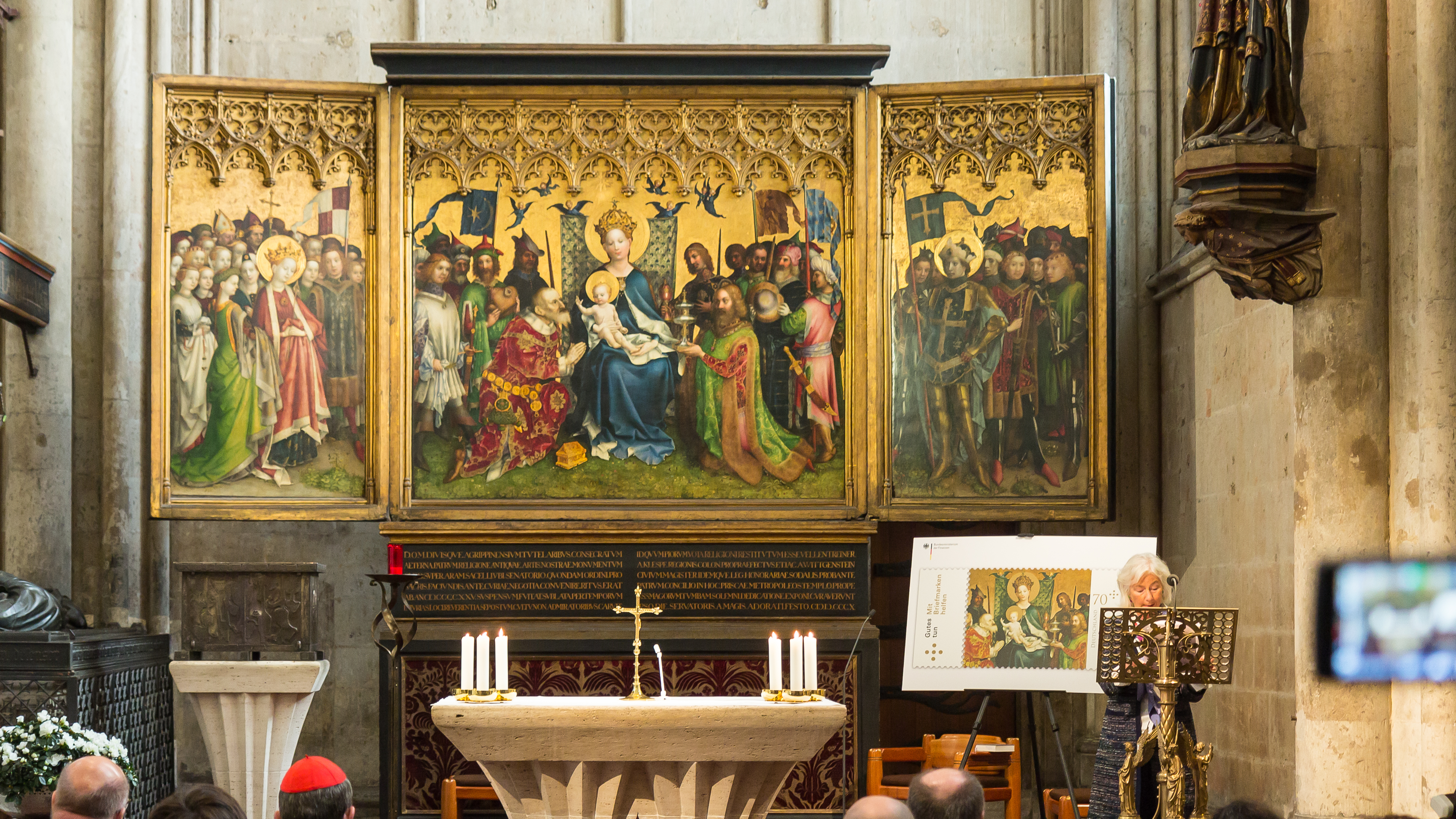
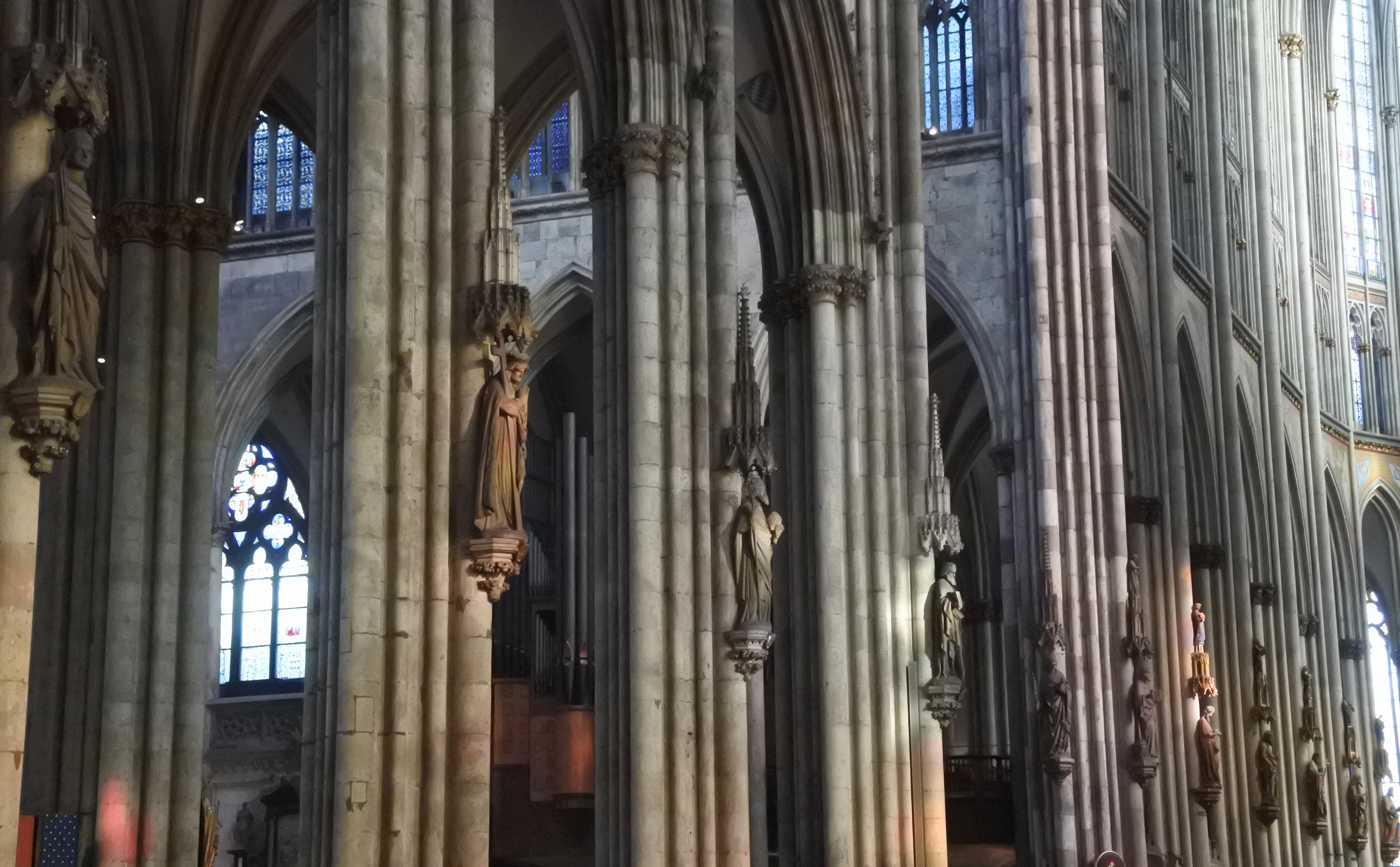
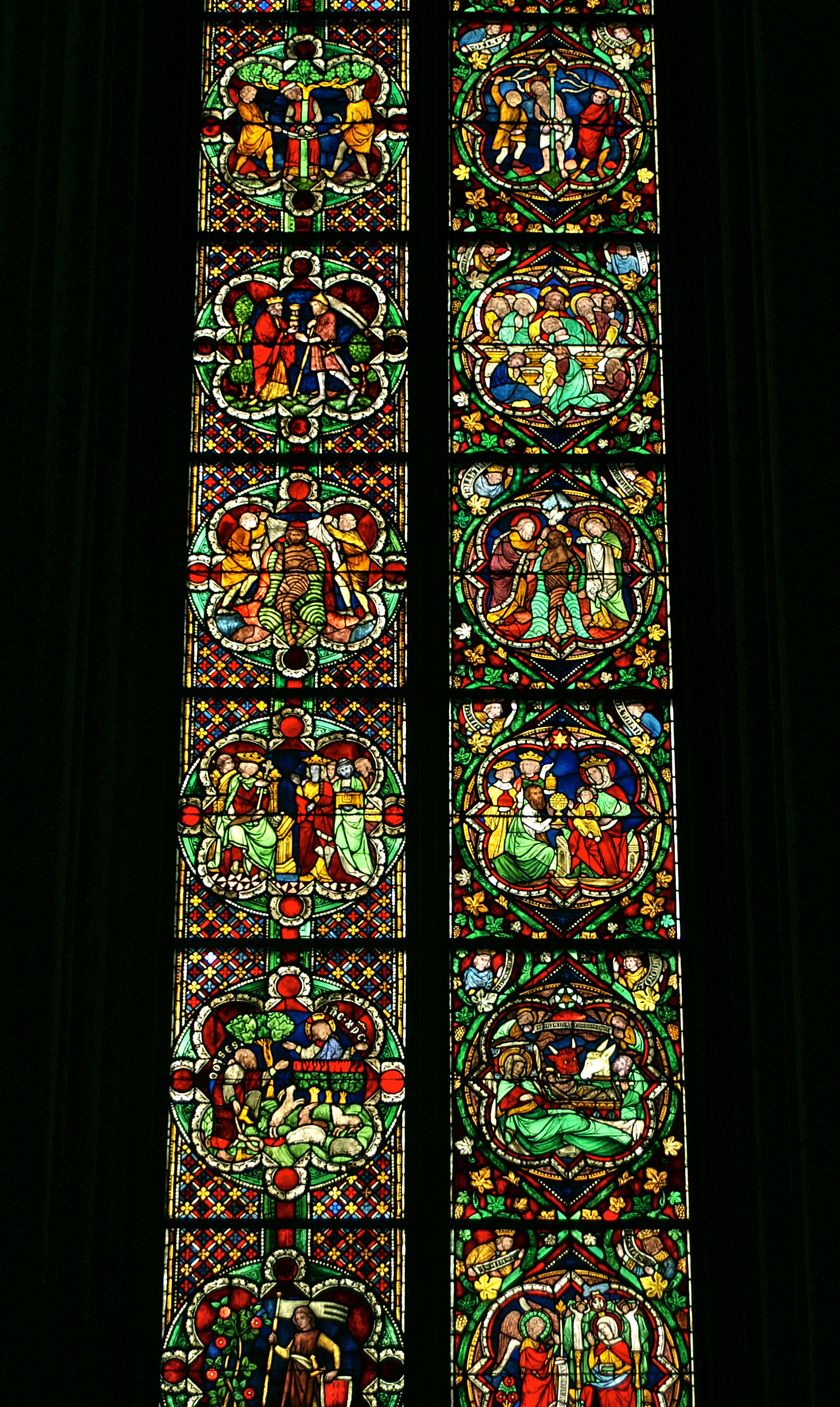

### Fotnoter
1. ↑  ”Kölnerdomen”. Nationalencyklopedin. http://www.ne.se/uppslagsverk/encyklopedi/l%C3%A5ng/k%C3%B6ln/k%C3%B6lnerdomen. Läst 6 april 2017.
2. ↑  Torsten Weper (10 december 2024). ”Kölns stolthet tog 632 år att bygga”. varldenshistoria.se. https://varldenshistoria.se/teknik/byggnader/kolns-katedral-byggdes-under-632-ar. Läst 13 augusti 2025.
3. ↑  admin. ”Cologne Cathedral” (på tyska). UNESCO-Welterbestätten Deutschland e. V.. https://welterbedeutschland.de/koelner-dom/. Läst 13 augusti 2025.
4. ↑  ”Der Dom in Zahlen”. www.koelner-dom.de. https://www.koelner-dom.de/erleben/der-dom-in-zahlen. Läst 13 augusti 2025.
5. ↑  Hildebrand, Hans; Hjärne, Harald; Pflugk-Harttung, Julius von. ”536 (Världshistoria / Medeltiden)”. runeberg.org. https://runeberg.org/vrldhist/2/0564.html. Läst 20 juni 2021.
6. ↑  Torsten Weper (11 december 2023). ”Kölns katedral byggdes under 632 år” (på svenska). Världens historia. https://varldenshistoria.se/teknik/byggnader/kolns-katedral-byggdes-under-632-ar. Läst 19 november 2024.
7. ↑  ”Apostolic Journey to Cologne: Visit to the Cathedral of Cologne (August 18, 2005) | BENEDICT XVI”. www.vatican.va. https://www.vatican.va/content/benedict-xvi/en/speeches/2005/august/documents/hf_ben-xvi_spe_20050818_cologne-cathedral.html. Läst 13 juni 2022.